# Айзеншиц, Роберт Карл
Роберт Карл Айзеншиц (нем. Robert Karl Eisenschitz, 14 января 1898, Вена — 15 июля 1968, Лондон) — австрийско-британский химик.

## Биография
Родился в семье юриста Эмиля Эйзеншица и его жены Фелиции Огюст, урождённой Спитцер. После учёбы в школе принимал участие в Первой мировой войне с 1916 до 1918, был награждён медалью за отвагу.
С 1918 по 1924 изучал химию в университетах Вены и Мюнхена, а также в Техническом университете Карлсруэ.
В 1924 получил докторскую степень, защитив диссертацию о материальных носителях пламени спектрального цвета под руководством Альфреда Рейса.
С 1924 по 1927 работал химиком в AEG в Берлине, а затем в 1927 поступил на кафедру теоретической физики Химического института кайзера Вильгельма (Max-Planck-Institut für Chemie), возглавляемую Лизой Мейтнер, в качестве ассистента. После прихода к власти национал-социалистов весной 1933 подвёргся социальной деклассификации из-за своего еврейского происхождения. Однако от увольнения с государственной службы был избавлен из-за закона о восстановлении а профессиональной государственной службе, по исключительному пункту, как ветерану Первой мировой войны. Тем не менее, в октябре 1933 решил уехать в Великобританию, где при поддержке Совета академической помощи удалось в 1933 занять должность научного сотрудника лаборатории Дэви Фарадея Королевского института в Лондоне, где работал до 1945.
С 1946 по 1949 занимал должность преподавателя Университетского колледжа Лондона. В конце 1930-х попал в поле зрения нацистской политической полиции, которая классифицировала его как важную цель: весной 1940 года Главное управление имперской безопасности добавило его в особый список разыскиваемых людей, которые будут арестованы в случае вторжения и оккупации Британских островов. Согласно распоряжению должен был быть выявлен и арестован с особым приоритетом зондеркомандами СС, следующими за оккупационными войсками Вермахта. В 1949 стал работать на кафедре физики Лондонского университета королевы Марии в качестве доцента, а в 1957 стал профессором.
Вышел на пенсию в 1965.

## Публикации
- Айзеншиц Р. К. Статистическая теория необратимых процессов. 1958.[3]
- Айзеншиц Р. К. Matrix Algebra for Physicists. Springer, 1966.[4]